# Polány
Polány es un pueblo ubicado en el distrito de Kaposvár, en el condado de Somogy, Hungría.

## Superficie
Posee una superficie de 12,87 kilómetros cuadrados.

## Demografía
Hasta 2019 la población era de 217 habitantes, con una densidad de población de 16,86 habitantes por kilómetro cuadrado.